# John Hahn-Petersen

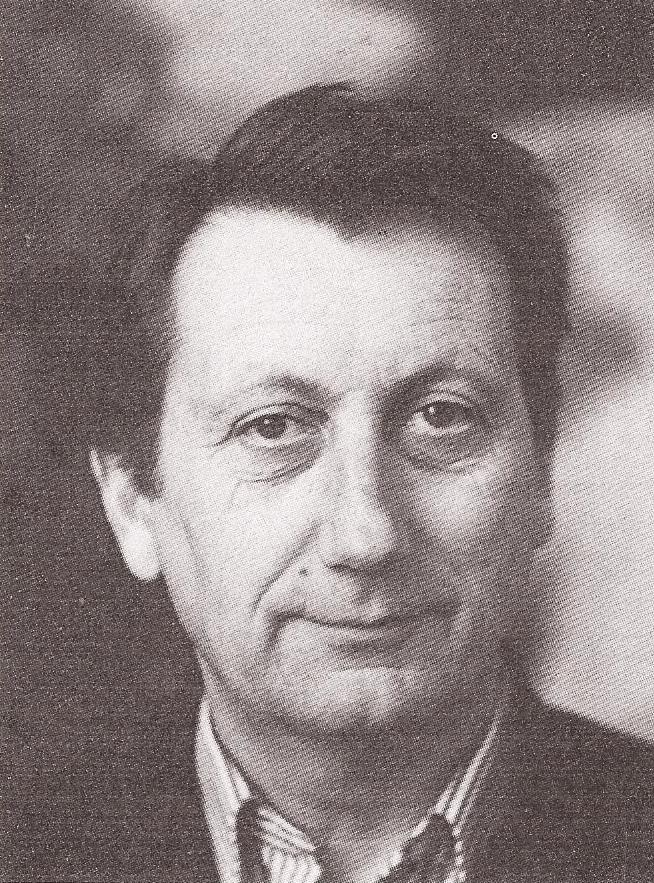
John Hahn-Petersen

John Hahn-Petersen (* 4. November 1930 in Frederiksberg; † 4. Januar 2006 in Kopenhagen) war ein dänischer Schauspieler.

## Leben und Wirken
Hahn-Petersen gab sein Bühnendebüt im Jahr 1955 in Soyas Den lyse nat. Er spielte an Theatern unter anderem in Aarhus und Gladsaxe, bis er zunächst am Kopenhagener Folketeatret und in den 1980er-Jahren am dortigen Königlichen Theater (Kongelige Teater) engagiert wurde. Er übernahm Rollen in Serien wie Oh, diese Mieter!, Die Leute von Korsbaek, TAXA, Landsbyen und Krøniken sowie in zahlreichen Fernsehfilmen. Man sah ihn in Ibsens Gengangere, Molières Tartuffe, Stevensons Die Schatzinsel und Büchners Woyzeck. Er wirkte in mehr als 100 Film-und-Fernsehproduktionen mit.

## Tod
Hahn-Petersen erlag in einer Garderobe des Königlichen Theaters einem Herzinfarkt, unmittelbar vor seinem Auftritt in dem Nathansen-Stück Indenfor Murene (Innerhalb der Mauern). Er hatte die Rolle nur aus Gefälligkeit übernommen, da sein Kollege Jørgen Reenberg aufgrund eines kurz zuvor erlittenen Schlaganfalls nicht auftreten konnte.
Er wurde auf dem Lyngby-Parkkirkegård in Kopenhagen beigesetzt.

## Filmografie
- 1958: Lyssky transport gennem Danmark als Pedersen
- 1960: Tro, håb og trolddom (Film) als Barkeeper
- 1966: Hellere en tyv i huset end en kurre på tråden als Tyven
- 1966: Leg med ilden als Freund
- 1966: Tugend läuft Amok (Dyden går amok) als Edward Forstmand
- 1967: Gengangere als Osvald Alving, Maler
- 1971: Javel, hr. bøddel als Jacobsen
- 1971: Kommunisten als Sektionsleiter
- 1972: Sandkassen als Faderens Sohn
- 1972: Bagagerummet als Villy Skinner
- 1972: Lørdagsrevyen  (Fernsehserie)
- 1973: Muld og marv (Fernsehserie)
- 1973: Her bor de gale als Holger
- 1974: Mr. President
- 1974: Fra Hofteatret: Sorte øjne
- 1974: Den sårede filoktet als Müller
- 1974: Gæstearbejdere
- 1974: Snart dages det brødre als Sommer
- 1975: Evighedens frø - H.C. Andersens sidste år
- 1975: Anne og Paul als Bertil
- 1975: Oh, diese Mieter  (Huset på Christianshavn) als Kriminalassistent Holm
- 1975: Die Olsenbande stellt die Weichen (Olsen-banden på sporet) als Finanzbeamter
- 1978: Strandvaskeren (Fernsehserie) als Kontorchef Lund
- 1978: Du er ikke alene als Lehrer Justesen
- 1978–1982: Die Leute von Korsbaek (Matador) (Fernsehserie) als Hr. Stein
- 1979: Die Olsenbande ergibt sich nie (Olsen-banden overgiver sig aldrig) als Polizeiassistent
- 1980: Vores År (Fernsehserie)
- 1981: Historien om Kim Skov als Schulinspektør
- 1982: Eine Leiche zuviel (Det parallelle lig) als Larsen
- 1982: Thorvald og Linda als Ingenieur
- 1983: Andorra als Pater
- 1985: Orions belte als John Hahn Petersen, deutscher Tourist
- 1986: Barndommens gade als Parkplatzwächter
- 1986: Die Augen des Wolfes (Oviri)
- 1988: Baby Doll als Evas Vater
- 1989: Retfærdighedens rytter
- 1990: Dr. Dip (Fernsehserie) als Coma Kjeldsen
- 1991: Høfeber als Fischer
- 1991: Fædre og sønner als Nikolaj Kirsanov
- 1991: Der Feind im Inneren (De nøgne træer) als Schiffswerftleiter
- 1992: Sofie als Colin
- 1992: Jesus vender tilbage als Gefängnispfarrer
- 1992: Gøngehøvdingen (Fernsehserie) als Hans Nansen
- 1992: Mørklægning als Hr. Gudmundsen
- 1994: Schwarze Ernte (Sort høst) als Doktor
- 1994: Frihetens skugga als Rättsläkare
- 1994: Alletiders jul als Svend Tveskæg
- 1995: Sommaren als Preben
- 1995: Sprængt nakke
- 1995–1996: Landsbyen als Bak-Nielsen
- 1996: Colombe als Desfounettes
- 1996: Balladen om Holger Danske (1996) als Sprechrolle/Kalif/Erzähler
- 1997: Lykkefanten als Læge
- 1997: Nonnebørn als Priester
- 1997: Hospital der Geister - Teil 2 (Riget II) als Nivesen
- 1997–1998: Strisser på Samsø als Læge
- 1998: Forbudt for børn als Doktor
- 1997–1999: Taxa als Verner Boye-Larsen
- 2003: aHA! als er selbst
- 2003: Matador Special als er selbst
- 2003–2004: Forsvar (Fernsehserie) als Dommer Jørgen Balslev
- 2004: The Fairytaler (Fernsehserie) (Sprechrolle)
- 2004: Sommer-Jeopardy! 2004 - Forsvar special (Fernsehshow) als er selbst
- 2004–2005: Krøniken (Fernsehserie) als Direktor Berg